# پری کریستی
پری کریستی (انگلیسی: Perry Christie؛ زادهٔ ۲۱ اوت ۱۹۴۳) یک سیاست‌مدار اهل باهاما است.